# قاعدة بلماحيم الجوية
 قاعدة بالماخيم الجوية هي مطار عسكري إسرائيلية ووكالة فضاء الواقعة بالقرب من مدينة ريشون لتسيون ، بجوار ياڨني. هي سميت تيمناً بمدينة كيبوتس بلماخيم على الشاطئ البحر الأبيض المتوسط
القاعدة توجد فيها العديد من المروحيات والطائرات بدون طيار، وبمثابة مركز الإطلاق صواريخ ارو الفضائية كما تستخدم قاعدة بلماخيم لإطلاق صاروخ شافيت للفضاء إلى مداره من خلال إطلاق فوق البحر الأبيض المتوسط، وذلك حتي لا يمر من فوق أي دولة بجوار إسرائيل. وهذا يضمن أن حطام الصاروخ يسقط في المياه.
في تموز / يوليو 2007 ، تم الاتفاق على أنه بعد إغلاق مطار سدي دوف في تل أبيب مباشرةً، يتم نقل قواتها إلي قاعدة بلماخيم.
آخر الإطلاقات تتضمن:
- 11 يونيو 2007 - القمر الصناعي أفق 7

## روابط خارجبة
- قاعدة بلماخيم الجوية
- قاعدة بلماخيم الجوية علي موقع جلوبال سكيورتي